# Nkan (Cameroun)
Nkan est un village de la Région du Littoral du Cameroun, situé dans la commune de Ngambe. 

## Population et développement
En 1967, la population de Nkan était de 138 habitants, essentiellement du peuple Bassa du groupement Babimbi du clan Log Mandjengue, que plusieurs confondent à la tribu ou au peuple Banen qui se trouve dans le département du Nkam et celui du Mbam et Inougou. Nkan est aussi appelé Baneñ Bagwanga en rapport au patriarche fondateur de ce clan, et est précédé des collines nkan et ngii ngo Ndong.La population de Nkan était de 21 habitants dont 13 hommes et 8 femmes, lors du recensement de 2005.